# 尖尾無鬚鱈
尖尾無鬚鱈，為輻鰭魚綱鱈形目無鬚鱈科的其中一種，分布於中東大西洋馬德拉群島海域，為深海魚類，棲息在底中層水域，生活習性不明。